# Жигель, Николай Васильевич

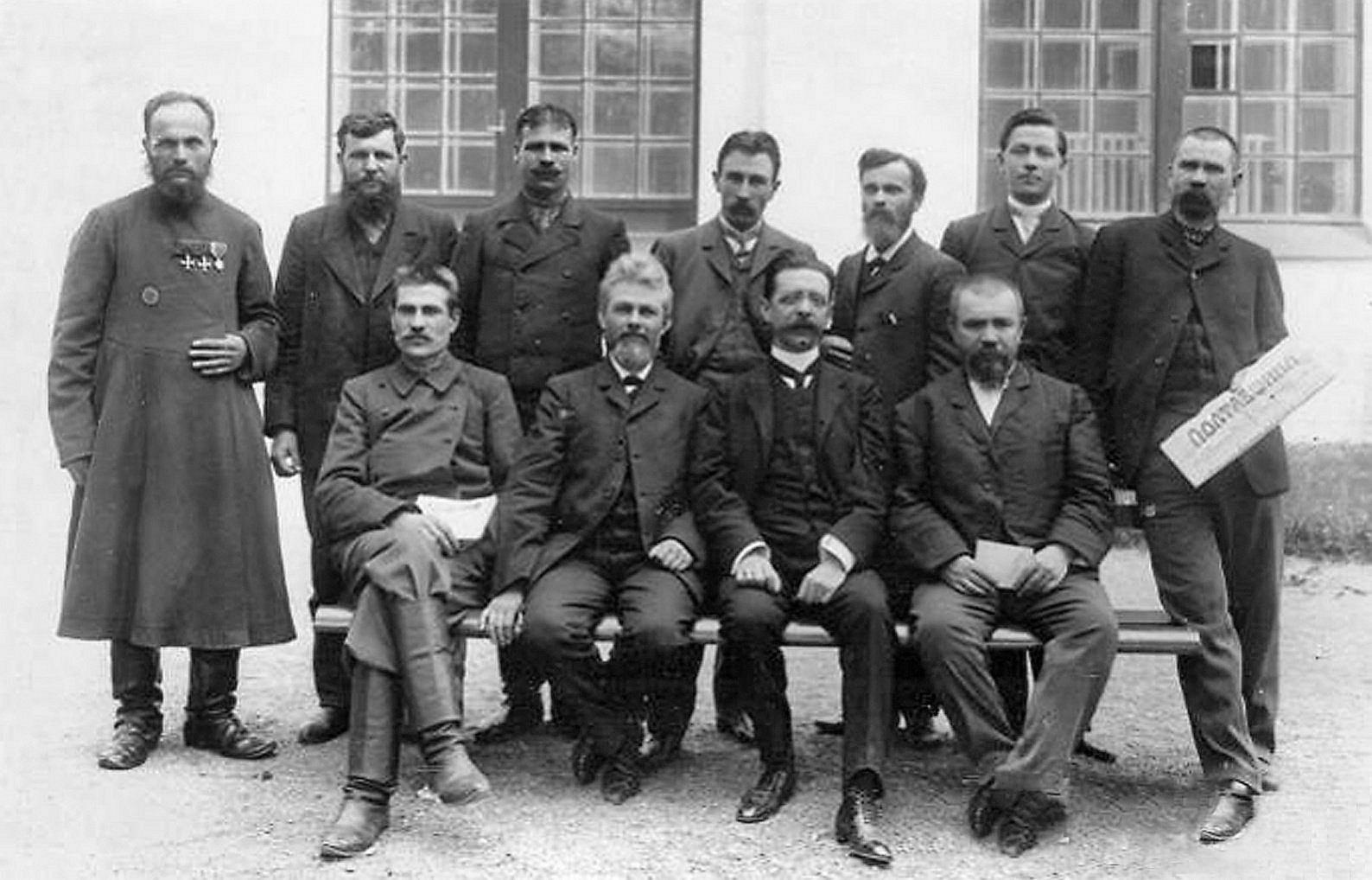
Члены государственной Думы Первого созыва от Полтавской губернии, М. Ф. Дьяченко — второй слева во втором ряду. Первый ряд — Ф. И. Дубовик, И. Н. Присецкий, Г. Б. Иоллос, Я. К. Имшенецкий. Второй ряд — И. П. Кириленко, М. Ф. Дьяченко, Н. С. Онацкий, В. М. Шемет, П. И. Чижевский, А. Е. Тесля, Н. В. Жигель держит в руках газету «Полтавщина».

Николай Васильевич Жигель варианты Жигиль, Жигил, Джигиль (1868 — ?) — заводской мастер, депутат Государственной думы I созыва от Полтавской губернии.

## Биография
Украинец из крестьян села Луциновка Лебединского уезда Харьковской губернии. Прошёл курс 2-классного министерского училища. Поступил в Николаеве в школу графических искусств, которую и окончил. Изучал столярное ремесло. Был мастером на заводах и в Крюковских мастерских Харьковско-Николаевской железной дороги. По политическим взглядам левее кадетской партии.
14 апреля 1906 избран в Государственную думу I созыва от общего состава выборщиков Полтавского губернского избирательного собрания. Вошёл в Трудовую группу. Член IV отдела Думы. Состоял в Комиссии по исследованию незакономерных действий должностных лиц. Подписал законопроект «О гражданском равенстве» и воззвание 14 рабочих депутатов. Работа в I Государственной Думе. Подписал заявления по запросам № 1, 2, 3, 13б, 27, 28, 29, 40, 41, 68, 72, 84, 92, 93, 110, 152, 276, 278, 280, 289, 292, 322, 323, 359, 862, 377, 378 и 379. Выступал по поводу запроса N 84.
Дальнейшая судьба и дата смерти неизвестны.